# Віллов-Веллі (Аризона)
Віллов-Веллі (англ. Willow Valley — вербова долина) — переписна місцевість (CDP) в США, в окрузі Могаве штату Аризона. Населення — 1059 осіб (2020).

## Географія
Віллов-Веллі розташований за координатами 34°55′40″ пн. ш. 114°37′36″ зх. д. / 34.92778° пн. ш. 114.62667° зх. д. (34.927669, -114.626595). За даними Бюро перепису населення США в 2010 році переписна місцевість мала площу 12,88 км², з яких 12,78 км² — суходіл та 0,10 км² — водойми.

## Демографія
Згідно з переписом 2010 року, у переписній місцевості мешкали 1062 особи в 508 домогосподарствах у складі 312 родин. Густота населення становила 82 особи/км². Було 1326 помешкань (103/км²).
Расовий склад населення:
| - 87,6 % — білих - 4,6 % — корінних американців - 0,6 % — азіатів - 0,3 % — вихідців з тихоокеанських островів - 0,1 % — чорних або афроамериканців - 3,5 % — осіб інших рас |

До двох чи більше рас належало 3,4 %. Частка іспаномовних становила 10,4 % від усіх жителів.
За віковим діапазоном населення розподілялося таким чином: 12,1 % — особи молодші 18 років, 52,1 % — особи у віці 18—64 років, 35,8 % — особи у віці 65 років та старші. Медіана віку мешканця становила 55,3 року. На 100 осіб жіночої статі у переписній місцевості припадало 101,5 чоловіків; на 100 жінок у віці від 18 років та старших — 102,4 чоловіків також старших 18 років.
Середній дохід на одне домашнє господарство становив 38 628 доларів США (медіана — 33 591), а середній дохід на одну сім'ю — 47 466 доларів (медіана — 35 863). За межею бідності перебувало 14,7 % осіб, у тому числі 0,0 % дітей у віці до 18 років та 6,9 % осіб у віці 65 років та старших.
Цивільне працевлаштоване населення становило 244 особи. Основні галузі зайнятості: мистецтво, розваги та відпочинок — 24,6 %, роздрібна торгівля — 17,6 %, будівництво — 16,8 %.